# 島津耕介
島津 耕介（しまず こうすけ、11月10日 - ）は、日本の声優、俳優。新潟県出身。エスエスピー所属。

## 人物
趣味は映画鑑賞、特撮ヒーロー鑑賞、散歩。

## 出演

### テレビアニメ
- グリザイア:ファントムトリガー（2025年、ヘイウッド[2]）

### 吹き替え

#### 映画
- ザ・オペラティブ（ダニエル他）
- スーパーディープ
- 戦神紀 チンギス・ハーン戦記（ハルク他）
- 2:22（インキー 、ジェイク・レドモンド）
- ブレイクポイント 絶対零度防衛戦（レーゼナー、大隊長、兵士 他）
- リーサル・ストーム（クルーズ他）

#### ドラマ
- 上陽賦〜運命の王妃〜（馬子隆）
- マイ・ヒーリングラブ 〜あした輝く私へ〜（ソン・ジェヨン）

#### アニメ
- おさるのジョージ（ルーク）

### ゲーム
- 金銭遊戯〜一発逆転の復讐劇〜（井伊直政）
- グリザイア クロノスリベリオン（特殊部隊A）
- グリザイア：ファントムトリガー
- 帝国サーガ〜三国戦国ごちゃまぜの乱世〜（水鏡先生）
- デスティニーチャイルド（茅森楓）

### ボイスコミック
- 落ちこぼれ召喚士と透明なぼく（男友達）

### WEBドラマ
- しゅきらんまん（シュウ）

### 舞台
- あせろらきかく第6回公演『霧の棲みびと』
- あせろらきかく第7回公演『歪み』
- 劇団ブルーベリー・パイ・ファミリー若手公演

### ラジオ
- いちはらFM「レディオアニメ！サウンドパーティー」
- いちはらFM「FMDJオンエアーバトル！サウンドカフェ」パーソナリティー

### その他
- 三井生命web用まんがCM